# Tumpatan Nibung
Tumpatan Nibung is een bestuurslaag in het regentschap Deli Serdang van de provincie Noord-Sumatra, Indonesië. Tumpatan Nibung telt 6495 inwoners (volkstelling 2010).